# لي أشتون
لي أشتون (بالإنجليزية: Leigh Ashton)‏ هو مغني بريطاني، ولد في 11 أبريل 1956 في مانشستر في المملكة المتحدة.